# Karloman I (król wschodniofrankijski)
Karloman (ur. 830, zm. 29 listopada 880) – wczesnośredniowieczny władca, który pochodził z dynastii Karolingów. Był królem wschodniofrankijskim w latach 876–880 i królem Włoch od 877 do 879. Najstarszy syn Ludwika Niemieckiego i Hemmy, córki hrabiego Welfa.
W roku 865, jego ojciec podzielił swoje królestwo pomiędzy synów. Karloman otrzymał, z tytułem księcia, Bawarię. Od roku 876, po śmierci ojca, był samodzielnym władcą tej części państwa. Po śmierci swego stryja – władcy Karola II Łysego – został królem Włoch. Przebywając w Weronie ciężko przeziębił się i zmarł w Altötting, gdzie został pochowany. Niedługo przed śmiercią (w 879 roku) zrzekł się tytułów i posiadłości na rzecz swojego brata, Karola III Otyłego.
Był ojcem Arnulfa z Karyntii – późniejszego króla i cesarza.

## W kulturze
Seria Crusader Kings – jednym z grywalnych władców w tej serii gier wideo jest Karloman Karoling, przedstawiony jako książę Bawarii.